# Uddevalla och Stenungsunds kontrakt
Uddevalla och Stenungsunds kontrakt är från 2018 ett kontrakt i Göteborgs stift inom Svenska kyrkan. 
Kontraktskoden är 0806. Kontraktsprost år 2021 är Karin Coxner.

## Administrativ historik
Kontraktet bildades den 1 januari 2018 av
Uddevalla kontrakt med
- Ljungskile församling
- Uddevalla församling
- Lane-Ryrs församling
- Bäve församling
- Dalabergs församling
- Herrestads församling
- Bokenäsets församling

Stenungsunds kontrakt med
- Spekeröd-Ucklums församling
- Norums församling
- Ödsmåls församling
- Stenkyrka församling
- Klövedals församling
- Rönnängs församling
- Valla församling
- Tegneby församling
- Långelanda församling
- Morlanda församling
- Myckleby församling
- Röra församling
- Stala församling
- Torps församling

## Kontraktsprostar
- 2018 Ingvar Humlén, kyrkoherde i Uddevalla[2]
- 2018- Karin Coxner, kyrkoherde i Ljungskile